# Dan Friedman
Pour les articles homonymes, voir Friedman.
Né en 1945 et mort en 1995, Dan Friedman est un designer américain.
Il fit ses études aux instituts de Carnegie Mellon, d'Ulm et de Bâle où il reçut une éducation moderne stricte. Il fut l'un des designers américains qui popularisa la nouvelle vague de typographie dans les années 1970.
Il qualifiait sa philosophie par modernisme radical qui était une « réaffirmation des racines idéalistes de notre modernité, revisitées afin d'inclure davantage de diversité de notre culture, de notre histoire, de nos recherches et de notre imagination ».